# Guaraçaí (ort)
Guaraçaí är en ort i Brasilien.   Den ligger i kommunen Guaraçaí och delstaten São Paulo, i den södra delen av landet, 700 km sydväst om huvudstaden Brasília. Guaraçaí ligger 437 meter över havet och antalet invånare är 9 202.
Terrängen runt Guaraçaí är platt. Närmaste större samhälle är Mirandopólis, 16,0 km sydost om Guaraçaí.
Trakten runt Guaraçaí består i huvudsak av gräsmarker. Runt Guaraçaí är det glesbefolkat, med 14 invånare per kvadratkilometer.